# Schuimnest

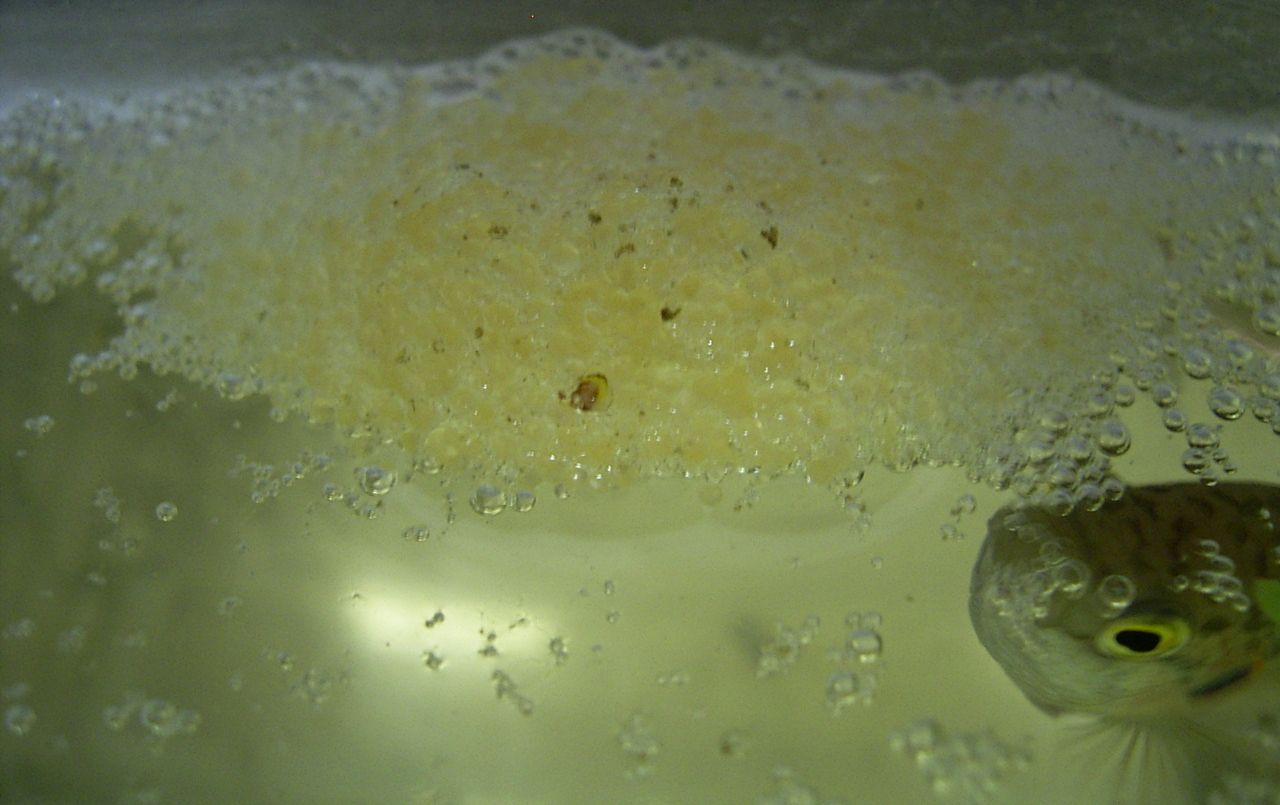
Het schuimnest van de paradijsvis (Macropodus opercularis) wordt bewaakt door het mannetje.

Een schuimnest is een soort nest waarin de eitjes beschermd worden door schuim. Schuimnesten worden gemaakt door een aantal soorten vissen zoals de dwerggoerami. Er zijn echter ook bepaalde kikkers die een schuimnest maken, met name de schuimnestboomkikkers (Rhacophoridae). Ook bij de insecten komen schuimnesten voor om de eitjes of de larven te beschermen, zoals bij respectievelijk de bidsprinkhanen en de cicaden. 
Bij de vissen wordt een schuimnest gemaakt dat soms drijft, maar het wordt ook wel onder bladeren geplakt. Drijvende nesten worden meestal tegen drijvende planten bevestigd. Het wordt vaak bewaakt door beide, of een van de ouders tot de larven uitkomen.

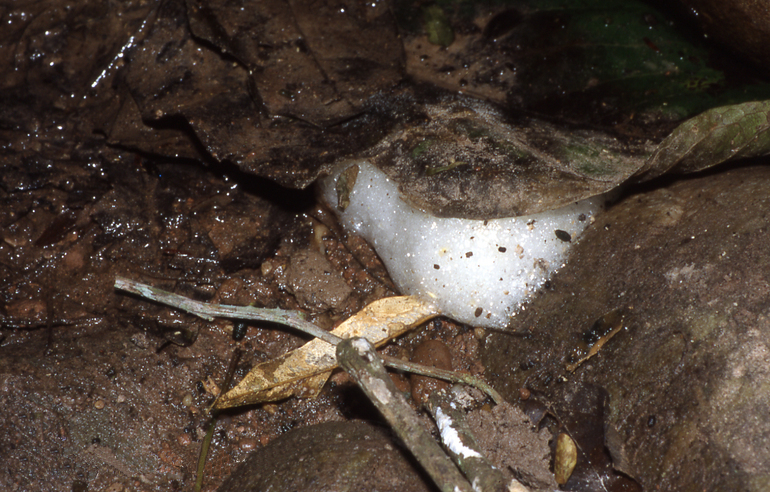
Schuimnest van de kikker Engystomops petersi

De schuimnestboomkikkers zijn een familie van ongeveer 280 soorten. Ze produceren het schuim door het met de poten op te kloppen tijdens de paargreep (amplexus). Vrijwel alle andere kikkers en padden produceren een gelatineuze eimassa die kikkerdril wordt genoemd. Het nest wordt onder overhangende bladeren bevestigd, soms worden er bladeren omheen gevouwen. Bij ongeveer de helft van alle soorten ontwikkelen de embryo's zich tot kikkervisjes, en laten zich vervolgens in het water vallen. Ze zijn dus afhankelijk van oppervlaktewater voor de voortplanting. Er zijn zelfs soorten die, als het nest wordt aangevallen, zich al eerder laten vallen ondanks dat ze nog niet volledig zijn ontwikkeld. Hierdoor hebben ze een wat kleinere kans op overleving, maar nog altijd een veel grotere kans dan wanneer ze in het nest zouden blijven.
De ongeveer 140 soorten uit het geslacht Philautus gaan nog verder; de embryos ontwikkelen zich direct tot kleine kikkertjes, die nog niet geslachtsrijp zijn. Het larve-stadium voltrekt zich volledig in het ei.

## Galerij

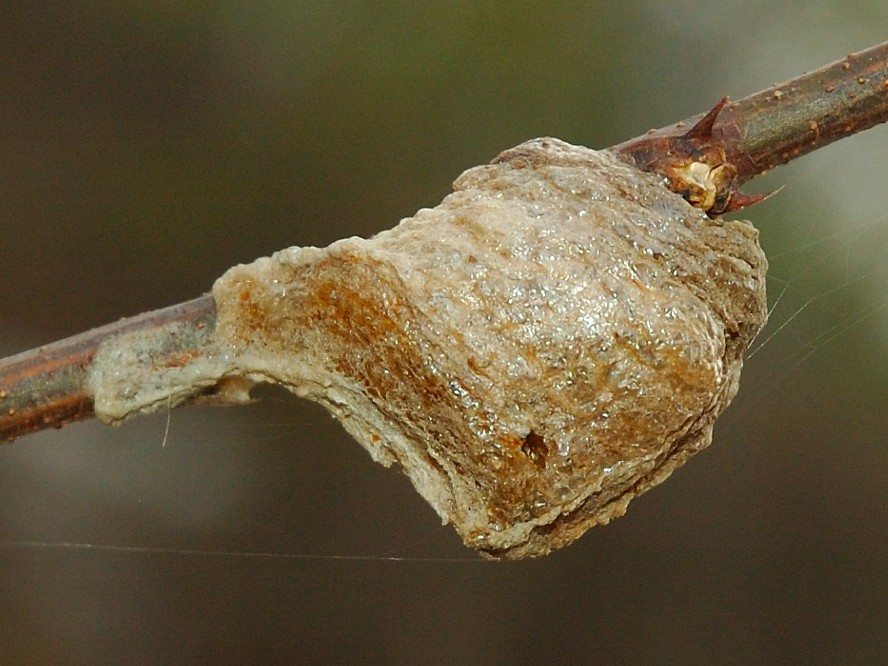
Legsel van de bidsprinkhaan
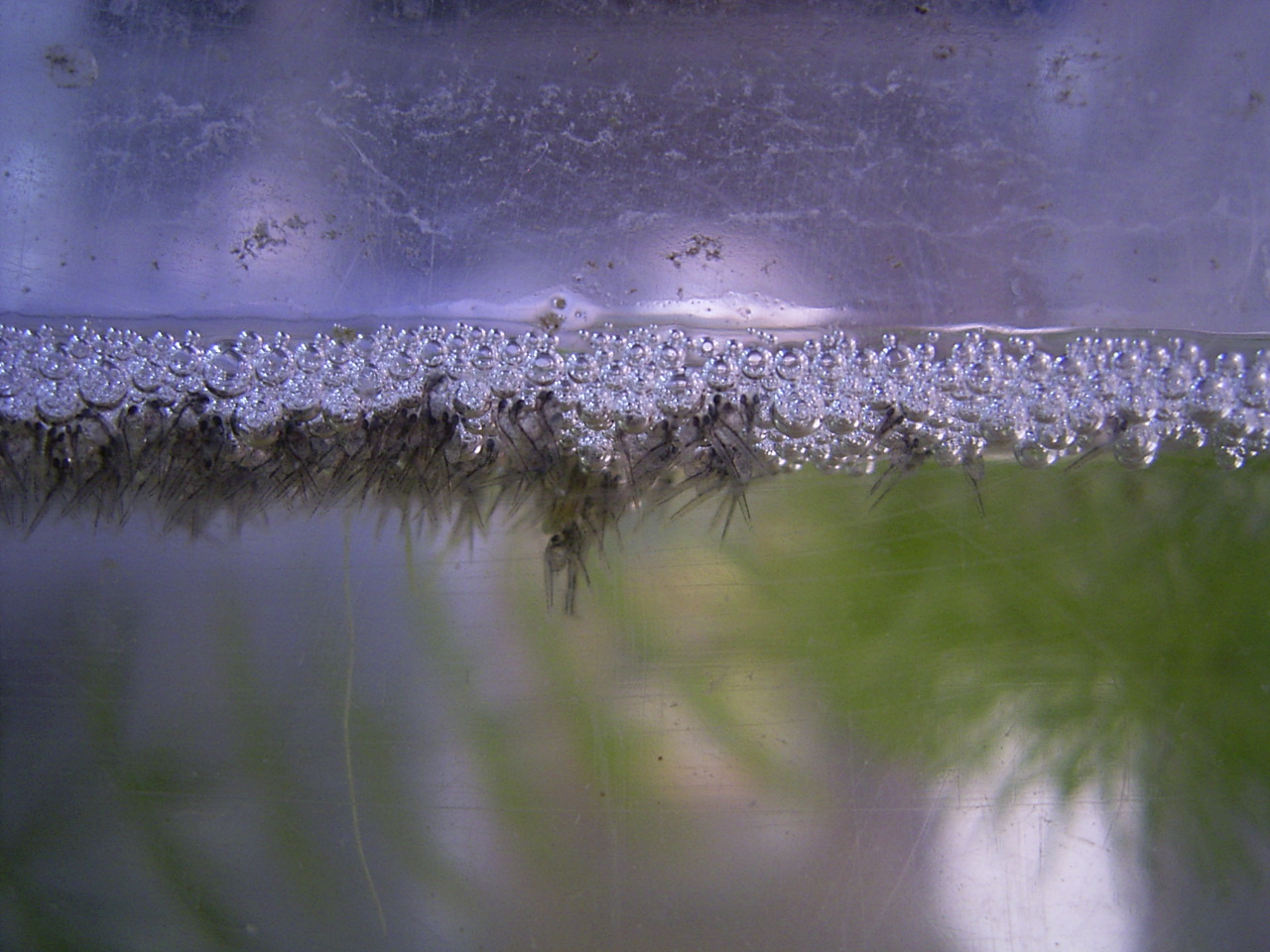
Larven en nest van de paradijsvis
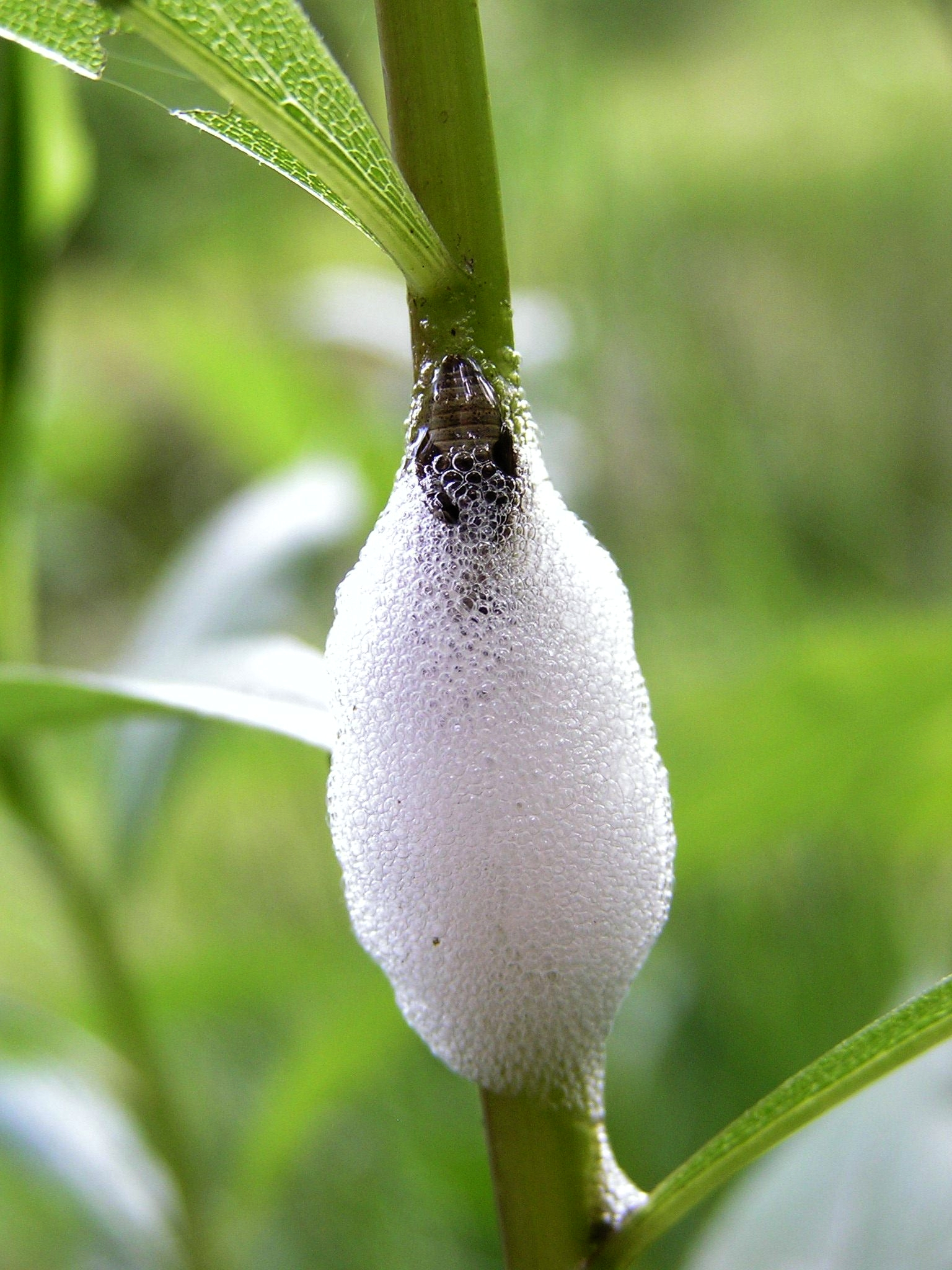
Koekoeksspuug met een cicade-nimf